# Psammophis lineolatus
Espèce
Synonymes
- Coluber lineolatus Brandt, 1838
- Chorisodon sibericum Dumeril & Bibron, 1854
- Psammophis triticeus Wall, 1912

Psammophis lineolatus est une espèce de serpents de la famille des Lamprophiidae. 

## Répartition
Cette espèce se rencontre :
- au Kazakhstan ;
- en Azerbaïdjan ;
- au Kirghizstan ;
- au Tadjikistan ;
- au Turkménistan ;
- en Ouzbékistan ;
- en Afghanistan ;
- en Iran ;
- au Pakistan ;
- en Mongolie
- dans le nord-ouest de le République populaire de Chine dans les provinces du Gansu, du Ningxia et du Xinjiang.

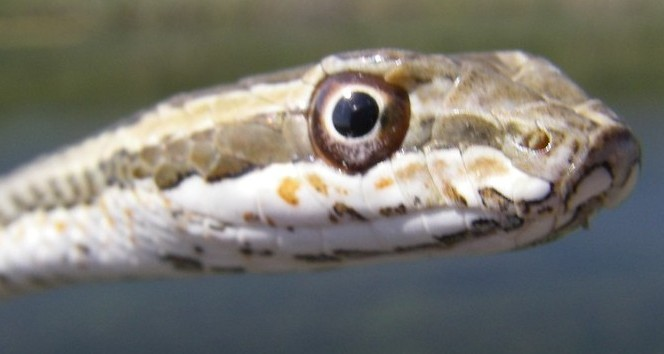

## Publication originale
- Brandt, 1838 : Note sur quatre nouvelles espèces de serpents de la côte occidentale de la mer Caspienne et de la Perse septentrionale, découvertes par M. Kareline. Bulletin de l'Académie Impériale des Sciences de Saint Pétersbourg, vol. 3, no 16, p. 241-244 (texte intégral).